# Temnogynidae
Temnogynidae (лат.) — ископаемое семейство пчеловидных ос из отряда перепончатокрылые насекомые. Включает 2 рода и 6 видов. Меловой бирманский янтарь.

## Описание
Мелкие ископаемые пчеловидные осы, длина тела от 4,5 до 7 мм. Это семейство можно диагностировать по наличию переднего крыла с отчетливо удлиненной жилкой 2r-rs, абсциссами 2Rs, 3Rs, 4Rs и 5Rs, образующими почти прямую линию по направлению к вершине переднего крыла, наличием переднелатеральных долей в первом метасомальном сегменте и отчетливой передней перетяжкой во втором метасомальном сегменте, с тонкими, параллельными продольными килями, как на тергите T2, так и на стерните S2. Один из древнейших таксонов пчёл, возраст около 99 млн лет (меловой период).

## Систематика
Известно 2 рода и 6 видов. Семейство впервые описано в 2024 году бразильскими энтомологами Брунно Роза и Габриелем Мело (Laboratorio de Biologia Comparada de Hymenoptera, Departamento de Zoologia, Universidade Federal do Parana, Curitiba, Бразилия). Судя по уникальным признакам и сильному половому диморфизму, в будущих филогенетических анализах можно ожидать близкого родства с осами из семейства Heterogynaidae. Это означает, что «формикоидно-ампуликоидная» форма †Temnogynidae может рассматриваться как сохранение этого предкового морфотипа, а не как более базальное положение на древе Apoidea. Поскольку новое семейство не имеет аналогов в современной фауне, делать выводы о его биологии сложно. На основании изученного материала очевидно, что описанные таксоны обладают половым диморфизмом. В бирманском янтаре чаще встречаются самцы, причем иногда в большом количестве в одном и том же экземпляре янтаря. Эти наблюдения указывают на то, что самцы и самки, скорее всего, имели разную биологию. Если самцы более подвижны в полете и, следовательно, гораздо более подвержены попаданию в янтарь, то самки, с их специализированной морфологией, по-видимому, больше связаны с курсорным поведением, что делает их менее склонными к попаданию в янтарь. Ранее из бирманского янтаря были описаны ископаемые семейства Allommationidae и Burmasphecidae, которые разделяют признаки с семействами роющих ос Sphecidae и Crabronidae и пчёл.
- †Temnogyna Rosa & Melo, 2024
  - †Temnogyna elegans Rosa & Melo, 2024
  - †Temnogyna multiplex Rosa & Melo, 2024
  - †Temnogyna nyx Rosa & Melo, 2024
- †Rhabdogyna Rosa & Melo, 2024
  - †Rhabdogyna festiva Rosa & Melo, 2024
  - †Rhabdogyna prima Rosa & Melo, 2024
  - †Rhabdogyna elongata Rosa & Melo, 2024